# Egy gyönge kismadár
Az Egy gyönge kismadár magyar népdal. Lajtha László gyűjtötte Csíkverebesen.

## Feldolgozás
| Szerző          | Mire              | Mű                             | Előadás     |
| --------------- | ----------------- | ------------------------------ | ----------- |
| Lajtha László   | ének, zongora     | Egy gyenge kis madár           | [ 3 ] [ 4 ] |
| Gárdonyi Zoltán | négykezes zongora | Bújj, bújj, zöld ág, 11. darab |             |

Egy gyönge kismadár - feldolgozás

Probléma esetén lásd:Médiafájlok kezelése.

## Kotta és dallam
| Egy gyönge kismadár hozzám kezde járni. Virágoskertemben, virágos kertemben fészket kezde rakni. Azt a sok irigyim észbe kezdék fogni. Madárka a fészkit abba kezdé hagyni. | Csiriplő madárka, bánatim hordója, penditsd meg nyelvedet, penditsd meg nyelvedet gyönyörű nótára. Hagyd sűrű bánatim felpanaszolását, dalold el lelkemnek a felvidulását. |

## Előadás
Egy gyönge kismadár - egy előadás

Probléma esetén lásd:Médiafájlok kezelése.

## Felvételek
- Vass Mariann Linda (YouTube)
- László Anna zongorakísérettel, 0'00''–1'25'' (YouTube)
- Pitti Katalin (YouTube)